# Мелвіл Дьюї
Ме́лвіл Дьюї (Мелвілл Луїс Косут Дьюї, англ. Melville Louis Kossuth Dewey; як прибічник орфографічної реформи англійської мови, в пізні роки писав своє ім'я як англ. Melvil Dui; 10 грудня 1851 — 26 грудня 1931) — американський бібліотекар і бібліограф.

## Біографія
Закінчив Емгерстський коледж, у 1874–1877 роках. працював там же бібліотекарем. У 1876 році він запропонував систематизувати бібліотечні фонди на основі десяткової класифікації ідей і понять (принцип такої класифікації містився ще в проекті апріорної мови, представленому у 1794 р. французьким адвокатом і філологом Ж. Делормелем на розгляд Національного конвенту Франції) і створив систему Десяткова класифікація Дьюї. В результаті переробки системи Дьюї бельгійськими бібліографами П. Отле та А. Лафонтеном виникла система Універсальна десяткова класифікація (УДК). У тому ж 1876 році як один із співзасновників Дьюї брав участь у першому з'їзді Американської бібліотечної асоціації, де секретарював у 1876–1891, та був президентом у 1891–1893 роках.
Пізніше Дьюї переїхав до Бостона, де заснував перший американський бібліотечний журнал «Library Journal» (виходить дотепер). У 1884 році Дьюї заснував при Колумбійському університеті Колумбійську школу бібліотечної справи (англ. Columbia School of Library Economy) — першу у світі спеціалізовану освітню установу з підготовки бібліотекарів.
У 1888–1906 роках Дьюї очолював бібліотеку штату Нью-Йорк, а у 1888–1900-х завідав також бібліотекою університету штату.
У віці 55 років Мелві Дьюї покинув всі свої посади, залишивши за собою тільки керівництво створеною у 1910 році компанії Lake Palsied Club. На власні кошти Дьюї придбав невелику площу у мальовничому курортному містечку Лейк-Плесід у штаті Нью-Йорк. Він побудував там добротний триповерховий будинок з парком і стадіоном. За дуже помірну плату сюди продавалися путівки для бібліотекарів США та інших країн на 24 дні. При цьому кожні два тижні у половини відпочивальників цей термін закінчувався, і в колектив вливалася нова хвиля досвіду та інновацій. Керував клубом опікунську раду. У 1930-х роках, вже після смерті Мелвіла Дьюї, тут знайшли притулок бібліотекарі, які втекли з країн Європи, поневолених фашизмом.
Мелвіл Дьюї помер 26 грудня 1931 року та похований у Лейк-Плесіді.